# Негреску Ігор Антонович
Негреску Ігор Антонович (справжнє прізвище — Негрескул; нар. 26 вересня 1936) — радянський, український кінорежисер, сценарист. Заслужений діяч мистецтв України (2007). Член Національної Спілки кінематографістів України. Лауреат літературної премії «Коронація слова».

## Життєпис
Ігор Негреску народився 26 вересня 1936 року в Києві. Закінчив Всесоюзний державний інститут кінематографії (1964, майстерня О. Згуріді). 
З 1964 р. — режисер «Київнаукфільму».
Викладач Інституту кіно і телебачення Київського національного університету культури і мистецтв.

## Фільмографія
Створив стрічки:
- «Випадок на шахті» (1964)
- «Легенда про Карадаг» (автор сценарію)
- «Репортаж про чудо-камінь» (1965)
- «У плавнях Дніпра» (1965, Диплом Міжнародного кінофестивалю, Велика Британія, 1966)
- «Мікроелементи» (1966)
- «…І річка Тетерів» (1967)
- «Зв'язок і телебачення в металургії» (1967. Бронзова медаль Всесоюзної виставки народного господарства, 1968)
- «Поруч з Леніним» (1969)
- «Доміно» (1973, автор сценарію)
- «Мустанг-іноходець» (1975, автор сценарію)
- «Джек — Бойовий коник» (1976)
- «Альошка і Валет» (1977, автор сценарію)
- «Лобо» (1978, автор сценарію)
- «Алмазний слід», «Бродяги Півночі» (1983, співавтор сценарію з Є. Шафранським)
- «Димка» (1985, співавтор сценарію з Н. Небилицькою)
- «Зимівля на Студеній» (1986)
- У документальному циклі «Невідома Україна. Нариси нашої історії» (1993, автор сценарію і режисер): «Доля». Фільм 31, «Увертюра». Фільм 32, «Іспит». Фільм 33
- та ін.

З 1995 р. — на телестудії Ай-Сі-Ті-Ві (Міжнародна комерційна телекомпанія, Київ), де створює телепрограми про політичне життя України та зарубіжних країн.